# Кеонджян, Эдуард
Кеонджян Эдуард (англ. Edward Keonjian, 14 августа 1909 — 6 сентября 1999) — американский  и советский учёный-электротехник армянского происхождения, изобретатель, кандидат технических наук, профессор, пионер в области маломощной электроники, отец микроэлектроники В 1954 году разработал первый в мире карманный радиопередатчик на солнечной энергии. В 1959 году разработал первый прототип интегральной схемы. В 1963 году организовал первый в мире международный симпозиум по маломощной электронике. Позже Кеонджян сотрудничал с астронавтом НАСА Нилом Армстронгом в качестве руководителя отдела анализа отказов в проекте «Аполлон-11».
Его книга «Микроэлектроника: теория, дизайн и изготовление» («Microelectronics: Theory, Design, and Fabrication»,1963 г.) была продана тиражом более миллиона экземпляров и переведена на шесть языков.

## Биография
Родился 14 августа 1909 г. в г. Тифлис, Грузия в армянской семье врачей. Его отец Мкртич был беженцем из Эрзерума, а мать Сатеник происходила из богатой тифлисской семьи Салинян. Учился Эдуард в армянской школе. Затем поступил в Ленинградский электротехнический институт, а в 1932 году защитил кандидатскую диссертацию по электротехнике. Стал свидетелем блокады Ленинграда и едва не умер. После войны, благодаря настойчивости и удивительной выживаемости, ему с огромным трудом удалось получить визу, и вместе со своей женой и сыном он в 1947 году перебрался в США, будучи уже среднего возраста, без денег, не зная языка. Однако ему вскоре удалось устроиться в исследовательскую группу, занимающуюся разработкой первых транзисторных стендов.

### Карьера
Был принят в фирму General Electric и включен в группу схемотехников. Это стало поворотным пунктом в его карьере. В 1953 году Кеонджян совместно с восемью другими специалистами опубликовал книгу под названием «Основы транзисторных схем». Это была первая книга по транзисторам, которая вскоре стала бестселлером. В 1954 году построил первый в мире портативный радиопередатчик с питанием от солнечной батареи, который в 1986 г. был выставлен в Смитсоновском музее американского искусства среди других технических достижений. В 1959 г. — разработал прототип интегральной схемы (ИС), представляющей собой компьютерный сумматор. Изготовление ИС выполнили в фирме Texas Instruments.
Также много лет работал в Индии и Египте в качестве специалиста ООН по электронике. В 1963 г. Кеонджяном был организован первый интернациональный симпозиум по «low-power electronics». Он стал руководителем лаборатории анализа отказов электронных деталей для проекта Apollo.LEM, построенный для Apollo-11, который 20 июля 1969 г. произвел посадку на Луне. В период работы в корпорации «Grumman Aircraft» Кеонджян работал с астронавтом Нилом Армстронгом как руководитель службы анализа неполадок в лунном проекте «Аполло-11» и руководил 165 сотрудниками.
Кеонджян показал чрезвычайную важность уменьшения мощности рассеяния микросхем для достижения наивысшей надежности аппаратуры и в 1964 году издал книгу «Micropower Electronics». В том же году он организовал первую международную конференцию по маломощной электронике. В 1994 г. он основал приглашаемое профессорство в Университете Аризоны, а через три года вместе со своей женой основал «Кафедру микроэлектроники Эдуарда и Марии Кеонджянов» в Университете Аризоны США. В 1997 г. вышла в свет его автобиографическая книга «Выжить, чтобы рассказать».

## Научная деятельность
За свою жизнь у Кеонджяна было более 100 публикаций и 27 патентов США и других стран. Он редактировал и был соавтором книги «Микроэлектроника: теория, дизайн и изготовление», которая была опубликована в 1963 году; она была продана тиражом более миллиона экземпляров и переведена на шесть языков.

### Список трудов
- Principles of Transistor Circuits. 1953 //соавтор
- Transistor Circuit Engineering. 1957 //соавтор
- Keonjian, Edward (1963) Microelectronics theory, design, and fabrication. McGraw-Hill (New York) LCCN: 63013140, Dewey: 621.381, LC: TK7870 .K4
- Keonjian, Edward Micropower electronics (paper) Dewey: 621.3817, LC: TL500 .N6 no. 77, OCLC: 1855674
- Keonjian, Edward (1970) Air and spaceborne computers Technivision Services (Slough, England)

## Достижения
- профессор Аризонского университета
- действительный член Института инженеров по электротехнике и электронике (IEEE)

### Награды
- специальная премия Ассоциации Аэрокосмических Индустрий (AIA)
- член Академии Наук Нью-Йорка